# Hacker International
Hacker International est une entreprise japonaise de conception de jeux vidéo.

## Réalisations
Hacker International est connue pour avoir développé, sous le nom de Panesian, des jeux à caractère érotique ou pornographique (Bubble Bath Babes, Hot Slots et Peek A Boo Poker) pour les consoles de jeux vidéo Famicom et Nes de Nintendo sans leur permission.
L’entreprise a également conçu un logiciel permettant de copier les disquettes pour la Famicom Disk System (une extension de la console Famicom).